# Горшков, Сергей Ильич (Герой Советского Союза)
Сергей Ильич Горшков (1911, с. Секретарка, Саратовская губерния — 1952, там же) — участник Великой Отечественной войны, командир орудия 712-го истребительно-противотанкового артиллерийского полка (17-я истребительно-противотанковая артиллерийская бригада, 2-я гвардейская армия, 1-й Прибалтийский фронт), старший сержант. Герой Советского Союза (1945).

## Биография
Родился 21 сентября 1911 года в селе Секретарка Саратовской губернии (ныне — Сердобского района Пензенской области) в крестьянской семье. Русский.
Образование начальное. Работал комбайнёром.
В Красной Армии в 1933—1936 годах и с 1942 года. Член ВКП(б)/КПСС с 1943 года.
На фронтах Великой Отечественной войны с февраля 1942 года. Командир орудия 712-го истребительно-противотанкового артиллерийского полка старший сержант Сергей Горшков отличился 19 августа 1944 года в бою западнее г. Шяуляй (Литва). При отражении атаки 10 танков и до роты пехоты противника артиллеристы уничтожили 3 танка и до двух взводов гитлеровцев.
После войны старшина Горшков был демобилизован. Возвратился в родное село, где жил, работал и скончался  8 ноября 1952 года.

## Награды
- Звание Героя Советского Союза присвоено 24 марта 1945 года.
- Награждён орденами Ленина, Красного Знамени, Отечественной войны 2 степени, Красной Звезды и медалями, в числе которых «За отвагу».

## Память
- В селе Секретарка одна из улиц носит имя Героя, там же установлен памятник-обелиск в честь С. И. Горшкова.
- На здании общеобразовательной средней школы в селе Секретарка установлена мемориальная доска.
- Его бюст установлен на аллее Героев в Сердобске.